# Инаксесибъл
Остров Инаксесибъл (на английски: Inaccessible Island – Недостижим остров) е вулканичен остров в южния Атлантически океан, 31 km (19 mi) югозападно от Тристан да Куня. Най-високата му точка, Суелс Фел, достига 581 m, а островът е с площ от 12,65 km2 (4,88 sq mi). Вулканът е бил активен преди шест милиона години и сега е загаснал.
Остров Инаксесибъл е част от архипелага Тристан да Куня, който е задморска територия на Обединеното кралство, известна като Света Елена, Възнесение и Тристан да Куня. Тристан да Куня е достъпен само по море чрез седемдневно пътешествие от Кейп Таун, Южна Африка, а пристанището на Инаксесибъл позволява акостиране само през няколко дни в годината. Достъп до острова е възможен само с разрешение на местните власти.

## География
Островът е на около 40 km (22 nmi; 25 mi) югозападно от главния остров в архипелага на Тристан да Куня. Предимно пуст и необитаем, островът има няколко малки, скалисти плажове. Поколения моряци са се сблъскали с трудното достигане до острова и негостоприемния му терен. Инаксесибъл е без постоянни обитатели от 1873.
Заедно с остров Гоф, Инаксесибъл е защитен природен резерват, a и двата острова са част от Списък на световното културно и природно наследство на ЮНЕСКО. Инаксесибъл е дом на ендемичните птици атлантизия – най-малките съвременни нелетящи птици.

## История
Остров Инаксесибъл е открит през януари 1656 по време на пътешествие на ’t Nachtglas („Нощната чаша“) – нидерландски кораб, командван от Яан Яакобсон, 146 години след като остров Тристан да Куня е забелязан за първи път от португалски моряци. Първоначално Яакобсон нарича острова Nachtglas.
Има две обяснения за произхода на името „Инаксесибъл“. Едното от тях е, че на картите новооткритият остров е наричан „недостъпен“ тъй като нидерландският екипаж, достигнал острова, не е успял да стигне до вътрешността му. Другото твърди че френският капитан на d'Etcheverry променя името на острова през 1778 г., след като не успява да го достигне.
През 1803 г. американски мореплаватели, водени от Амеса Делмано, достигат острова.
Германците Густав и Фредерик Столтенхоф, братя родом от Москва, пристигат на Инаксесибъл от Германия през 1871 и живеят на острова две години, възнамерявайки да изкарват прехраната си като пътуват и продават своите изделия от тюленова кожа на преминаващи търговци, въпреки че търговията през този регион е минимална. Поради липса на храна, те „имат късмета“ да бъдат спасени през 1873 по време на посещението на HMS „Чаленджър“ с цел проучване на местната фауна и флора. Южноафриканският автор Ерик Росендал описва приключението на братята Столтенхоф през 1952. Близкият остров Столтенхоф носи името на братята.
През 1922, корабът „Куест“ на експедиция Шакелтон–Роулет, спира на Инаксесибъл за кратко. На него природният изследовател Джордж Хуберт Уилкинс открива птицата, която по-късно бива наречена чинка на Уилкинс (Nesospiza wilkinsi). През 1938, норвежка научна експедиция прекарва три седмици на острова, като успява да достигне платото и да опише подробно растенията, птиците и скалите на острова. Друг опит за картографиране на острова е направен по време на експедиция на Британско кралско научно дружество през 1962 до Тристан да Куня, но както и други изследователи преди това, учените не успяват да достигнат вътрешността на острова.
Остров Инаксесибъл е обявен като природен резерват с Наредбата за опазване на Тристан да Куня от 1976. Жителите на Тристан да Куня обаче все още имат право да ловят морски птици от острова. През 1982 (16 октомври 1982 – 10 февруари 1983), експедиция на студенти и преподаватели от Колеж Дестоун в Англия, изработват подробна карта на острова, проучват неговата фауна, флора и геология и провеждат опръстеняване на повече от 3000 птици.
През 1997, териториалните води на Инаксесибъл до 22 km (14 mi) са обявени за природен резерват с Наредбата за опазване на Тристан да Куна от 1976. В момента само водачи от Тристан да Куня имат право да водят круизни кораби до Инаксесибъл. Повечето пътувания до острова се провеждат по поискване на гурбетчии. През 2004 Инаксесибъл е добавен към Списък на световното културно и природно наследство на ЮНЕСКО за остров Гоф, създавайки нова територия – острови Гоф и Инаксесибъл.

### Корабокрушения
Поне три потвърдени корабокрушения са се случили в близост до бреговете на остров Инаксесибъл. Първото е на Бленден Хал (1811) – британски кораб, който отплава през 1821 с 54 пътника и екипаж на борда. Крайната дестинация е била Мумбай. Капитан Александър Гриег е имал за цел да премине покрай Света Елена, но силното течение го е отнесло към Тристан да Куня. Корабът се е оплел във водорасли и на 22 юли е отнесен на брега на Инаксесибъл. Всички на борда, освен двама, оцеляват корабокрушението. Те са прекарали последните четири месеца като са се изхранвали с дива целина, тюлени, пингвини и албатрос. Те са успели да построят сал след няколко месеца. Първият опит да достигнат до Тристан да Куня се е провалил, но вторият опит е привлякъл вниманието на местните. Оцелелите са били прекарани до Тристан да Куня, където бригът ‘’Нерина’’ пристига два месеца по-късно и ги отвежда до Кейптаун, Южна Африка.
Другите две корабокрушения са на Шекспир в Пиг Бийч през 1883 г. и Хеленсли в Норт Пойнт през 1897 г.

## Флора и фауна
Когато корпорал Уилям Глас и неговото семейство стават първите жители на Тристан да Куня през 1816, те пренасят до остров Инаксесибъл кози и прасета, които да използват за храна. Крави, овце и кучета също са пренесени до острова по различно време. Някои домашни животни служат да поддържат братята Столтенхоф по време на тяхната експедиция, но всички останали домашни животни са премахнати през 50-те години на XX век.
На острова не са открити бозайници, влечуги, земноводни, охлюви или пеперуди. Островът има 64 местни вида растения, включително 20 вида покритосеменни растения и 17 вида папрат. Освен това на острова живеят 48 безгръбначни видове. Субантарктически морски котки и Южен морски слон също се забелязват на острова във все по-големи бройки, а в околните води се срещат китоподобни – най-вече южни гладки китове и тъмни делфини.

### Птици
Инаксесибъл е най-известен с атлантизия – вид птица, която е най-малката съществуваща нелетяща птица в света. Островът е определен като Орнитологично важно място (IBA) от Бърдлайф Интернешънъл като място за размножаване на морски и ендемични сухоземни птици. Видовете птици, за които островът е орнитологично важно място включват северен скален пингвини (до 27 000 гнездящи двойки), тристански албатрос (2 – 3 двойки), северен тъмен албатрос (200 двойки), атлантически жълтоклюн албатрос (1100 двойки), ширококлюна китова птица (до 500 000 двойки), мекопер тайфунник (до 50 000 двойки), очилат буревестник, голям буревестнник (до 2 милиона двойки), малкък буревестник (до 50 000 двойки), белолик буревестник (до 50 000 двойки), белокорема вълнолюбка (до 50 000 двойки), антарктическа рибарка, атлантизияатлантизия (до 5 000 двойки), тристански дрозд и чинка на Уилкинс.
Остров Инаксесибъл е бил използван от островитяните на Тристан да Куня за няколко икономически цели. На острова има находища на гуано и яйца, но поради трудно достъпния терен на острова местните обикновено предпочитат да използват за целта остров Найтингейл.

## В популярната култура
- Историята на Артър Гордън Пим от Едгър Алан По: По споменава острови Найтингейл, Инаксесибъл и Тристан да Куня.
- В Тринадесетият оръдеен салют от Патрик О'Брайън (1989), стр. 120 – 29, корабът Даян на капитан Обри, в мъртва тишина, е отнесен към остров Инаксесибъл от течението. Един от моряците разказва за разбиването на китоловен кораб, на което е бил свидетел, когато е бил изгубен в морето при подобни условия. Само късметлийски полъх спасява кораба на Обри. Епизодът е изобразен на корицата на книгата, показваща стръмните скали, спускащи се директно към морето.
- „Морският лъв“, псевдоним на „действащ военноморски офицер“ (Джефри Мартин Бенет), пише The Phantom Fleet (1946), базирайки се на предположението, че на Инаксесибъл има естествено пристанище, входът към което е скрит от морето. Антагонистите събират флотилия от остарели военни кораби в това пристанище с намерението да извършат преврат, водещ до световно господство – схема, измислена от отчаяно храбър морски офицер.
- Ерик Нюби минава покрай Инаксесибъл по време на своето пътуване през 1938 – 1939 г. от Ирландия до Австралия на борда на Мошулу, както е описано в неговите книги The Last Grain Race и Learning the Ropes. Инаксесибъл бе единствената земя, която екипажът видя по време на пътуването до Австралия и следователно бе причина за вълнение.
- Романът на Даниел Суарес от 2014 г. Наплив споменава този остров като местоположението на подземния затвор „Зимен сън“.
- Романът на Тери Тери от 2015 г. Игри на ума използва Инаксесибъл като местоположението на университет Think Tank.